# Кумеле (бахш)
Кумеле (перс. کومله) — бахш в Ірані, в шагрестані Лянґаруд остану Ґілян. За даними перепису 2006 року, його населення становило 27394 особи, які проживали у складі 8034 сімей.

## Дегестани
До складу бахша входять такі дегестани:
- Дар'ясар
- Морідан